# Маромицкое сельское поселение
Маромицкое сельское поселение — упразднённое муниципальное образование в составе Опаринского района Кировской области России, административный центр — посёлок Маромица.

## История
Маромицкое сельское поселение образовано 1 января 2006 года согласно Закону Кировской области от 07.12.2004 № 284-ЗО, в его состав вошёл бывший посёлок городского типа Маромица.
К 2021 году упразднено в связи с преобразованием муниципального района в муниципальный округ.

## Население
| 2010  | 2012  | 2013  | 2014  | 2015  | 2016  | 2017  |
| ----- | ----- | ----- | ----- | ----- | ----- | ----- |
| 1493  | ↘1422 | ↘1370 | ↘1300 | ↘1239 | ↘1204 | ↘1173 |
| 2018  | 2019  | 2020  | 2021  |       |       |       |
| ↘1124 | ↘1047 | ↘990  | ↘771  |       |       |       |

## Состав
На территории поселения находится 1 населённый пункт, административный центр — посёлок Маромица.